# Svarthäger
Svarthäger (Egretta ardesiaca) är en afrikansk fågel i familjen hägrar inom ordningen pelikanfåglar. Fågeln är känd för sitt unika sätt att födosöka. Den förekommer i Afrika söder om Sahara samt på Madagaskar, men har tillfälligt påträffats några enstaka gånger i södra Europa. Beståndet anses vara livskraftigt.

## Utseende och läten

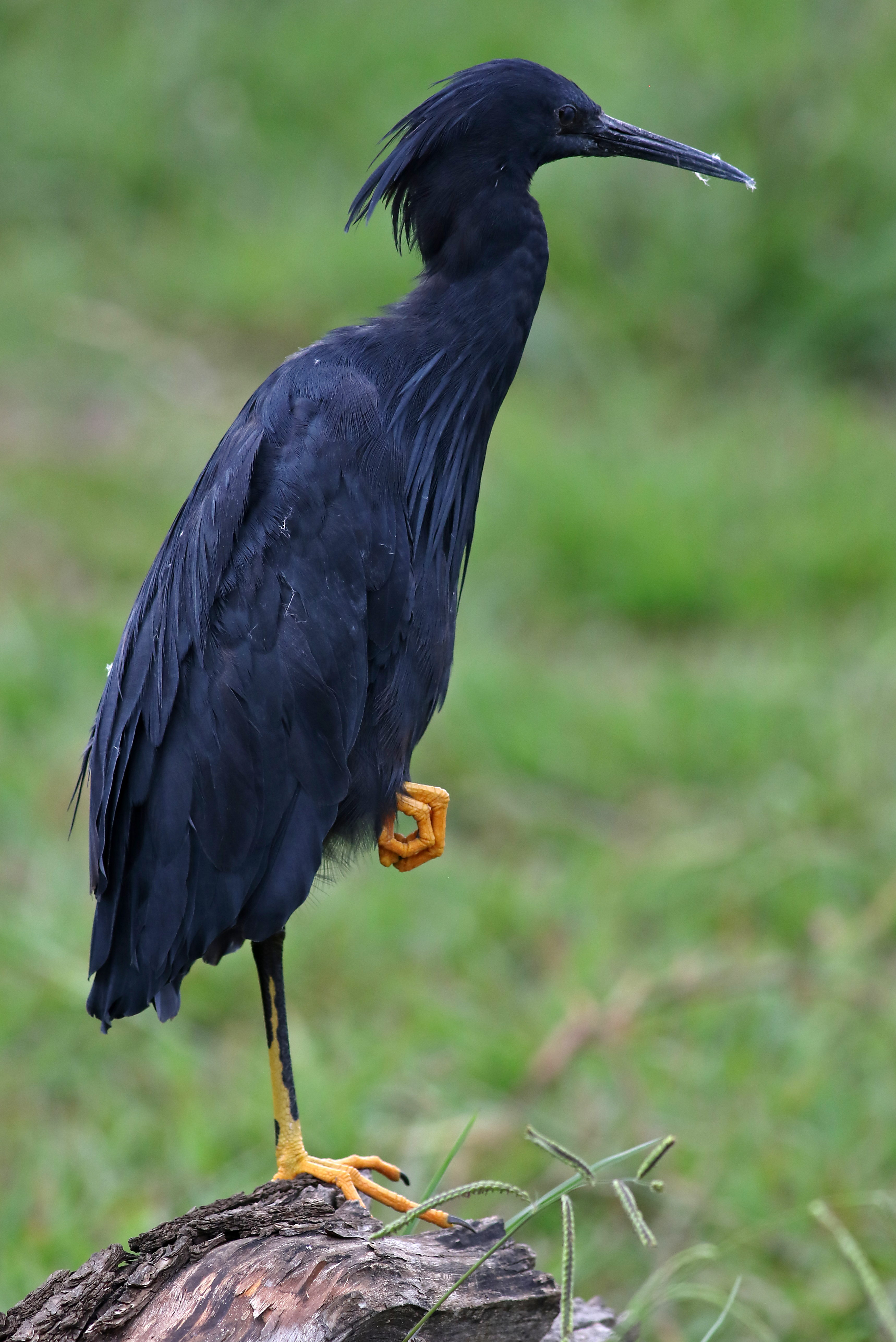

Svarthäger är en medelstor (42,5–66 centimeter i kroppslängd) och förutom de gula fötterna helt svartfärgad häger. I häckningsdräkt har den långa nackplymer.
Jämfört med rödstrupig häger är den svartare och har mörka ben. I proportionerna är den vidare mer korthalsad än andra svarta hägerformer. Fågeln är mestadels tystlåten, men ibland hörs djupa "kraak".

## Utbredning, biotop och systematik
Fågeln förekommer lokalt i Afrika söder om Sahara och på Madagaskar. I Europa är den en mycket sällsynt gäst, med ett fynd i Grekland 2012 och ett i Italien 2017.

Svarthägerns utbredning i Afrika.

Svarthägern behandlas som monotypisk, det vill säga att den inte delas in i några underarter. Länge ansågs rödstrupig häger (Egretta vinaceigula) vara en variant av svarthäger, men urskiljs numera som egen art.

## Levnadssätt

### Levnadsmiljö
Arten föredrar grunt öppet vatten sjö- och dammkanter, men också rena våtmarker, flodkanter, risfält och översvämmade fält. Den påträffas även utmed kusten vid tidvattenslätter eller sodasjöar.

### Föda
Svarthäger har ett unikt sätt att söka föda på. Den för fram sina vingar som ett paraply för att skapa skugga som lockar till sig småfisk. Den födosöker på så sätt ensam eller i grupp, ibland så stora som 200 individer, dagtid men allra helst i skymningen. Svarthägern äter huvudsakligen småfisk, men även vattenlevande insekter, kräftdjur och amfibier.

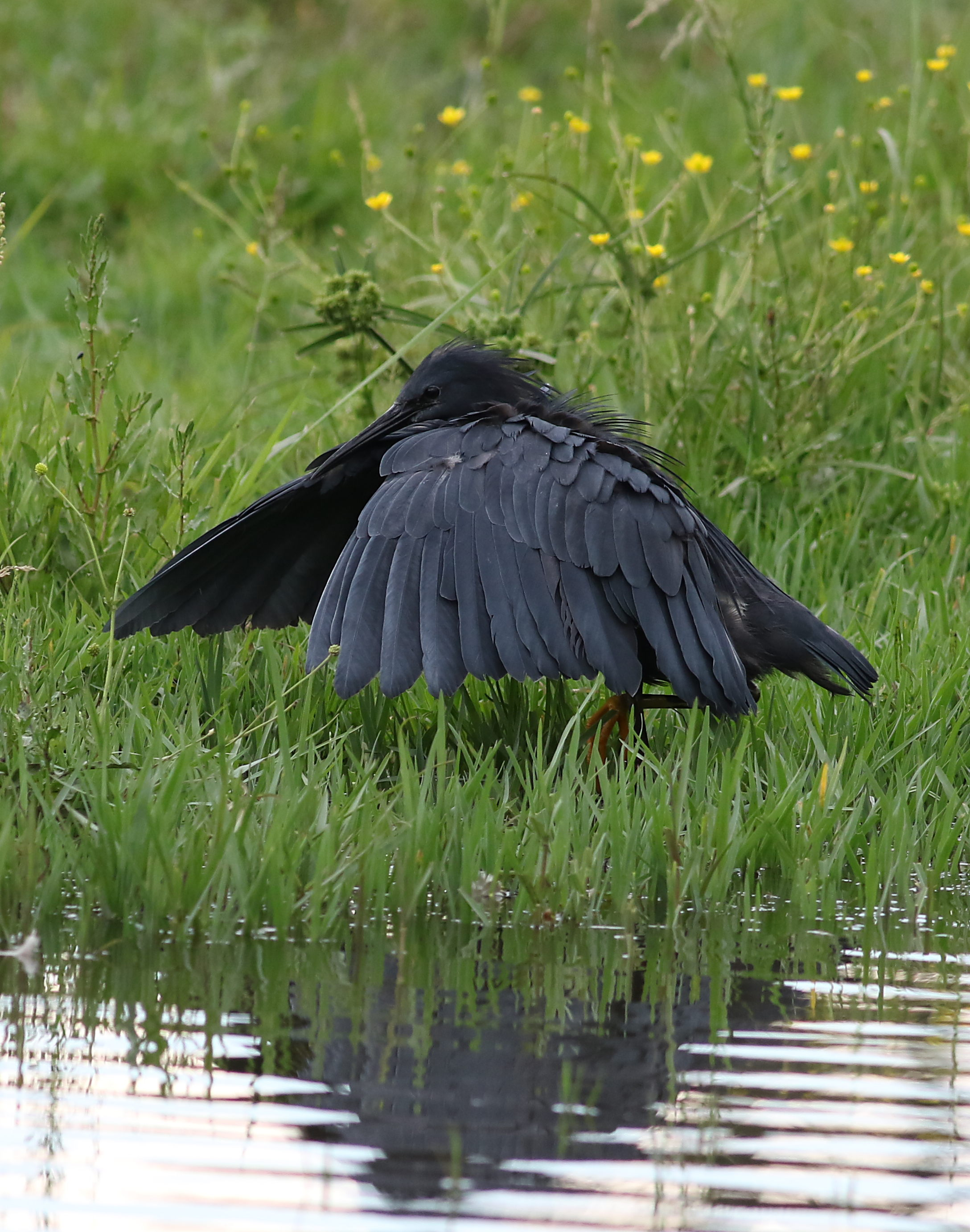

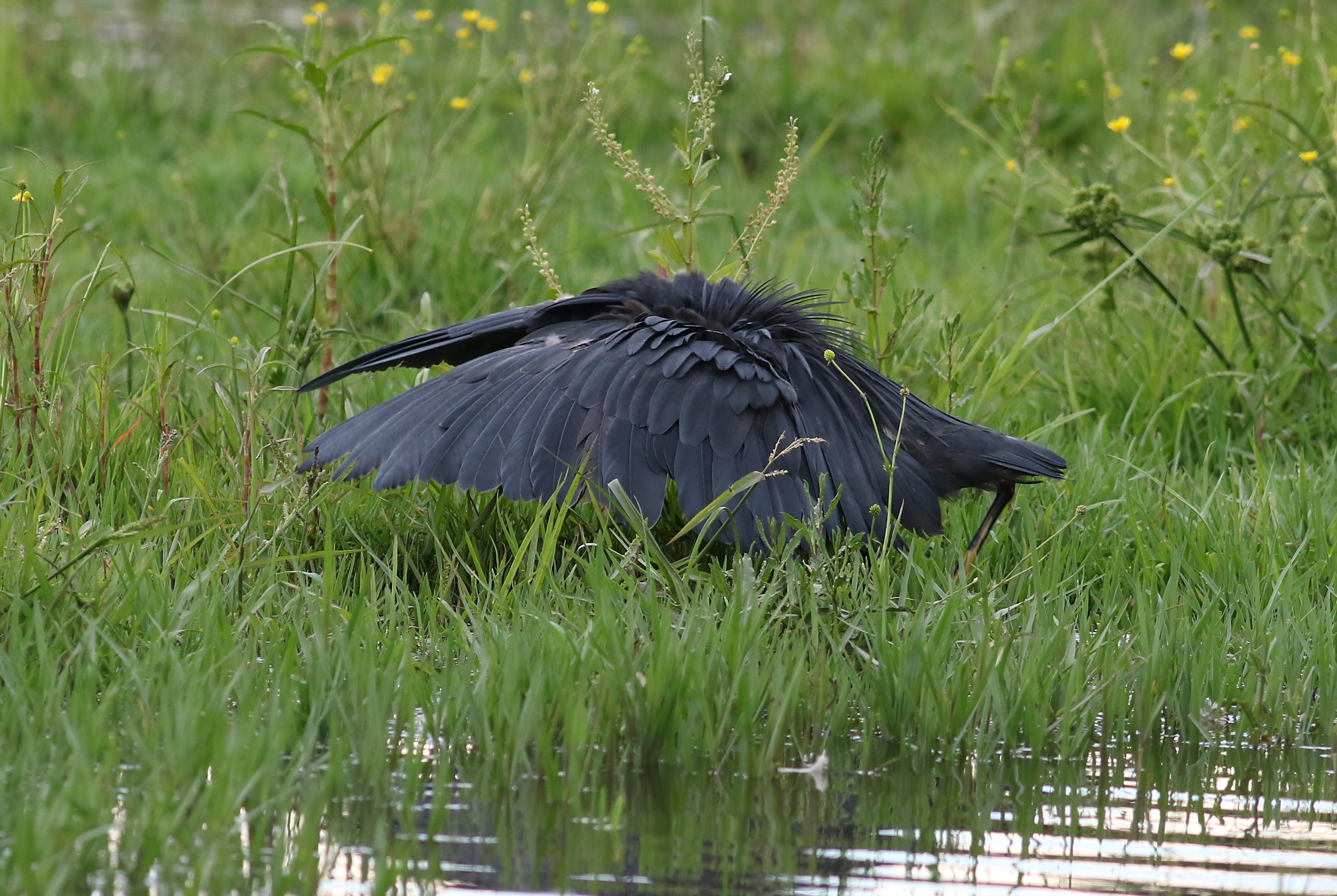

### Häckning
Svarthägerns bo byggs av kvistar och placeras i träd, buskar eller vassbälten. Den häckar i början av regnsäsongen i kolonier som kan innehålla flera hundra individer. De två till fyra äggen är mörkblå.

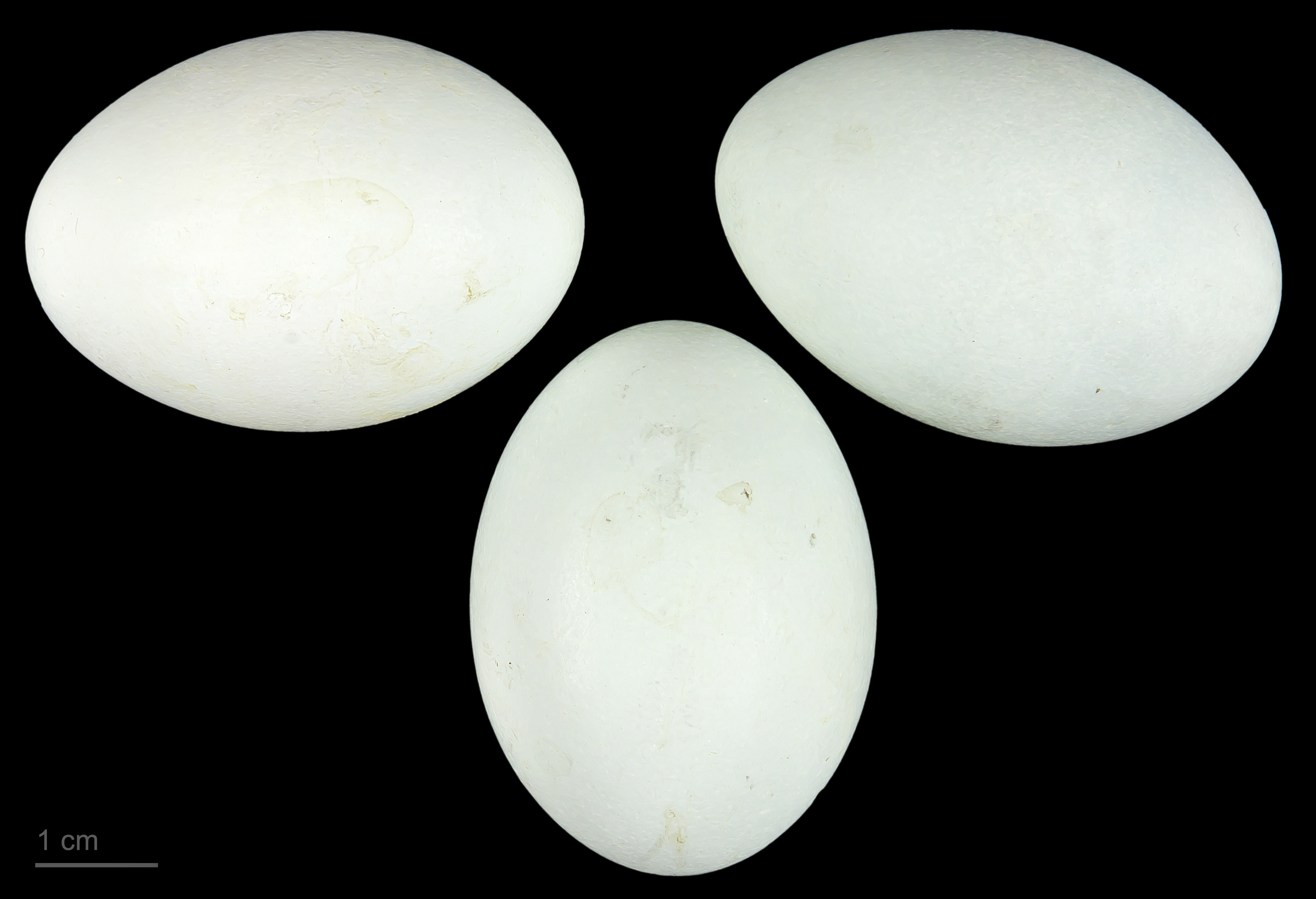
Svarthägerns ägg.

## Status och hot
Arten har ett stort utbredningsområde och tros öka i antal. Utifrån dessa kriterier kategoriserar IUCN arten som livskraftig (LC). Populationen på Madagaskar anses dock vara kraftigt hotad. Världspopulationen uppskattas till mellan 25 000 och 100 000 individer.

## Namn
Svarthägerns vetenskapliga artnamn ardesiaca betyder "skifferfärgad".